# Robert VII. Bertrand de Bricquebec
Robert VII. Bertrand de Bricquebec, auch Robert Bertrand (* wohl 1273; † 3. August 1348) war ein normannischer Adliger und Militär des 14. Jahrhunderts aus der Linie Bricquebec des Hauses Bastembourg. Er war Baron de Bricquebec, Vicomte de Roncheville (heute Teil von Saint-Martin-aux-Chartrains), sowie von 1325 bis 1344 Marschall von Frankreich.

## Leben
Robert VII. war der älteste Sohn von Robert VI. Bertrand de Bricquebec und Philippa de Clermont-Nesle, einer Tochter von Simon II. de Clermont und Adele de Montfort. Sein Bruder Guillaume Bertrand war Bischof von Noyon (1331–1338), Bischof von Bayeux (1338–1347) und Bischof von Beauvais (1347–1356).
Nach den Massakern der Sizilianischen Vesper im Jahr 1282 nahm Robert 1285 als Knappe seines Onkels Raoul II. de Clermont am Kreuzzug gegen Aragón teil. Der Hauptteil der französischen Armee unter König Philipp III. von Frankreich marschierte in Italien ein, während eine kleinere Armee in Spanien für Ablenkung sorgte. Figueres, Castillon und Girona wurden eingenommen. Es wird berichtet, dass Robert während der Schlacht um Girona im September 1285 König Peter III. von Aragón so schwer verwundete, dass er nach zwei Monaten den Verletzungen erlag.
Zwischen 1285 und 1316 liegen keine Nachrichten über Robert Bertrand vor.
Im Jahr 1321 wurde Robert Bertrand nach Lothringen gesandt, um zwischen Eduard I. von Bar und Johann von Böhmen zu vermitteln. Der Vermittlungsversuch führte zu einem Waffenstillstand, scheiterte aber letztlich, da er 1324/26 in den Krieg der vier Herren mündete.
Im August 1322 begleitete Robert seinen Schwiegervater Henri IV. de Sully und andere französische Ritter in den Dienst von König Eduard II. von England, um gegen König Robert I. von Schottland zu kämpfen. Während des entscheidenden Treffens in der Schlacht bei Byland vom 14. Oktober 1322 in der Nähe der Byland Abbey in Yorkshire gerieten die französischen Ritter nach der Niederlage die Engländer in schottische Gefangenschaft. Am 30. Mai 1323 wurde ein Waffenstillstand zwischen Eduard II. und Robert I. unterzeichnet, wobei ein Lösegeld für die Freilassung der französischen Gefangenen vereinbart wurde. Am 3. Juni 1324 begaben sich Bertrand und die überlebenden französischen Ritter nach Dover, um nach Frankreich zurückzukehren.
1325 wurde Robert Bertrand von König Karl IV. von Frankreich zu einem von zwei Marschällen ernannt. Er wurde 1325/26 nach Flandern geschickt, um einen Bauernaufstand niederzuschlagen. 1327 ging er ins Agenais und Bordelais, um die beiden Regionen zu befrieden. 1328 kehrte er wegen eines neuen Aufstands nach Flandern zurück, diesmal in Begleitung des neuen Königs Philipp II. Die von Nicolaas Zannekin kommandierten Bauern wurden in der Schlacht von Cassel vernichtend geschlagen. 1336 wurde er Mitglied im königlichen Rat in Paris und unterzeichnete in diese Eigenschaft einen Bündnisvertrag mit König Alfons XI. von Kastilien.
Nach dem Ausbruch des Hundertjährigen Kriegs zwischen Frankreich und England wurde Robert Bertrand befohlen, die Insel Guernsey zu besetzen. Er wurde vom König zum Seigneur de Guernsey ernannt und trug diesen Titel bis zur Rückeroberung der Insel durch die Engländer im Juli 1345. 1339 nahm er an der Verteidigung von Tournai teil. 1341 brach der Bretonische Erbfolgekrieg aus, in dem Charles de Blois, Herzog von Bretagne, um französische Unterstützung bat. Philipp VI., der Onkel des Herzogs, sandte eine französische Armee in die Bretagne, darunter auch Robert Bertrand. Die Festung Champtoceaux wurde angegriffen, dann die Stadt Nantes, die sich im November 1341 ergab. Robert Bertrand wurde danach zum Lieutenant ès parties de Bretagne mit allen Vollmachten ernannt. Er eroberte Rennes im Mai 1342, dann Vannes, Auray und seine Burg, Carhaix etc.
Im März 1344 trat Robert Bertrand im Alter von 71 Jahren von seinem Amt als Marschall zurück, blieb aber Mitglied im königlichen Rat.
Als die Engländer unter König Eduard III. am 12. Juli 1346 in Saint-Vaast-la-Hougue in der Normandie landeten, versuchte Robert VII. mit seinem ältesten Sohn Robert VIII. und 300 Männern vergeblich, diese Landung zu verhindern. Robert und sein Sohn wurden verwundet und mussten sich mit nur 30 Überlebenden zurückziehen. Die englische Armee eroberte Saint-Lô am 22. Juli und marschierte auf Caen, wo Robert Bertrand bei seinem Bruder Guillaume, dem Gouverneur der Burg Caen, Zuflucht gefunden hatte. Die Schlacht von Caen wurde zur Straßenschlacht, die Engländer plünderten Caen und brannten die Stadt nieder, 95 französische und normannische Ritter wurden gefangen genommen, 2500 starben. Nur die Burg Caen hielt unter dem Kommando von Robert Bertrands Bruder stand, und nachdem die englische Armee abgezogen war, verließen die Verteidiger die Stadt und besiegten die 1500 verbliebenen englischen Belagerer.
Robert VII. Bertrand starb am 3. August 1348 an der Pest und wurde in der Kirche Saint-Sauveur in Beaumont-en-Auge bestattet.

## Familie
Robert Bertrand heiratete am 3. Mai 1318 Marie de Sully, die älteste Tochter von Henri de Sully, Baron de Châles und Großmundschenk von Frankreich, und Jeanne de Vendôme. Ihre bekannten Kinder sind:
- Robert VIII. Bertrand (* um 1321; X 25. August 1346 in der Schlacht von Crécy), keine Nachkommen
- Guillaume Bertrand (X 14. August 1352 in der Schlacht von Mauron), Vicomte de Roncheville; ⚭ 1340 Jeanne Bacon, Dame du Molay et de Villers-Bocage, Tochter von Roger, Seigneur du Molay-Bacon, und Jeanne de Villiers, keine Nachkommen sie heiratete in zweiter Ehe Johann von Luxemburg, † 1352, in dritter Ehe Nicolas de Balain
- Robin Bertrand, Seigneur de Fauguernon, keine Nachkommen
- Jeanne Bertrand l’Aînée, Erbin von Bricquebec; ⚭ (Ehevertrag 2. Juni und 13. Juni 1338) Guillaume VI. Paynel, † 1361, Baron de Hambye, Seigneur d’Olonde et de Cussuras, Sohn von Foulques V. Paynel und Agnès de Chantelou – Nachkommen Paynel
- Philippa Bertrand (* um 1320; † nach 5. Februar 1398), Erbin von Roncheville; ⚭ (1) Girard IV. Chabot, (* um 1320, † um 1399), Baron de Rais/Retz, Seigneur de Machecoul, La Mothe-Achard et Avrilly, Sohn von Girard Chabot und Catherine de Laval; ⚭ (2) Guyot Maillard – Nachkommen Chabot
- Jeanne Bertrand la Jeune; ⚭ (Ehevertrag 8. Oktober 1353) Guy IV. de La Roche-Guyon († um 1373), Chambellan du Roi, Sohn von Gui III. de La Roche-Guyon und Marguerite de Laval – Nachkommen La Roche-Guyon